# NON Koneksja
NON Koneksja – zespół hip-hopowy pochodzący z Białegostoku. Trio zostało założone w 2006 roku przez Dariusza "Egona" Sienkiewicza, Krzysztofa "Kriso" Bejdy i Łukasza "Lukasyno" Szymańskiego. Współpracowali z takimi muzykami, zespołami jak: Hemp Gru, Pih, Firma czy Bas Tajpan.

## Dyskografia
Albumy
| Eksplozja                   | - Data: 5 grudnia 2009 - Wydawca: Persona NON Grata | —  |
| Persona NON Grata           | - Data: 6 grudnia 2010 - Wydawca: Reformat4         | —  |
| Tylko dla prawdziwych       | - Data: 13 lipca 2013 - Wydawca: Proper Records     | 36 |
| "—" album nie był notowany. |                                                     |    |

Inne
| Album                                                 | Rok  | Utwór | Źródło |
| ----------------------------------------------------- | ---- | --- | ------ |
| DDK RPK - Raprodukcja: prawdy dotyk                   | 2009 | "Jeden za wszystkich" (gościnnie: NON Koneksja)                                                           | [ 5 ]  |
| Bosski Roman - Krak 3                                 | 2010 | "Z podniesioną głową" (gościnnie: Kala, NON Koneksja)                                                     | [ 6 ]  |
| Hipotonia WIWP - Wspólnie i w porozumieniu            | 2010 | "W drodze do szczęścia" (gościnnie: NON Koneksja, Justyna)                                                | [ 7 ]  |
| ZDR - Życia stara szkoła                              | 2011 | "Firma w kredyt nie odmawia" (gościnnie: NON Koneksja)                                                    | [ 8 ]  |
| Bezimienni - Co mnie nie zabije to mnie wzmocni       | 2011 | "Co mnie nie zabije to mnie wzmocni" (gościnnie: NON Koneksja, Bosski Roman)                              | [ 9 ]  |
| Emblemat - Jedna miłość, jedna więź                   | 2011 | "Dzielnicowa więź" (gościnnie: NON Koneksja) "Dzielnicowa więź (RMX)" (gościnnie: NON Koneksja)           | [ 10 ] |
| Drużyna mistrzów (kompilacja)                         | 2012 | NON Koneksja - "Adrenalina"                                                                               | [ 11 ] |
| Lukasyno - Na ostrzu noża (reedycja)                  | 2012 | "Mój Białystok II" (gościnnie: PRS, Mały DZB, NON Koneksja, Szkodnik, Ziomek, Don Wu)                     | [ 12 ] |
| Drużyna mistrzów 2: sport, muzyka, pasja (kompilacja) | 2013 | Bosskiskład, Webster, Kamil PRJ, Wysoki Lot, Zarys Zdarzeń, KaeN, NON Koneksja, WSRH - "Drużyna mistrzów" | [ 13 ] |
| Lukasyno - Bard                                       | 2014 | "Koneksja Non Profit" (gościnnie: NON Koneksja, Ziomek)                                                   | [ 14 ] |
| Popek - Monster 2                                     | 2014 | "London Don't Believe In Fear" (gościnnie: Jahna Sebastian, Merky ACE, NON Koneksja, TKO)                 | [ 15 ] |

## Teledyski
| Utwór                                                    | Rok  | Reżyseria                        | Album                    | Źródło |
| -------------------------------------------------------- | ---- | -------------------------------- | ------------------------ | ------ |
| "Owiany tajemnicą" (gościnnie: Mercenarios Familly)      | 2009 | —                                | Eksplozja                | [ 16 ] |
| "Dla mych ludzi"                                         | 2009 | —                                | Eksplozja                | [ 17 ] |
| "Ostatnie tango"/"Kwiaty dla umarłych" (gościnnie: Kala) | 2009 | —                                | Na ostrzu noża/Eksplozja | [ 18 ] |
| "Nigdy nie odejdę stąd" (gościnnie: Monilove)            | 2010 | Blood Simple Films               | Persona NON Grata        | [ 19 ] |
| "Pytam Cię"                                              | 2010 | —                                | Persona NON Grata        | [ 20 ] |
| "Ostatnia melodia kresów" (gościnnie: Marcin Lićwinko)   | 2013 | Krzysztof Kiziewicz, Radovan Lee | Tylko dla prawdziwych    | [ 21 ] |
| "Nikt nie wierzy we mnie" (gościnnie: Kamil Budziński)   | 2013 | —                                | Tylko dla prawdziwych    | [ 22 ] |